# El Socorro Extension
El Socorro Extension es una localidad de Trinidad y Tobago, que forma parte de la región de San Juan-Laventille.

## Geografía
La localidad abarca parte de la isla Trinidad y limita al norte con Barataria, El Socorro y Aranguez, al sur con Bejucal, al este con Bamboo Grove y al oeste con Beetham Estate.

## Demografía
Datos demográficos de la localidad de El Socorro Extension:
| Gráfica de evolución demográfica de El Socorro Extension entre 2000 y 2011 |
|                                                                            |